# Varazan

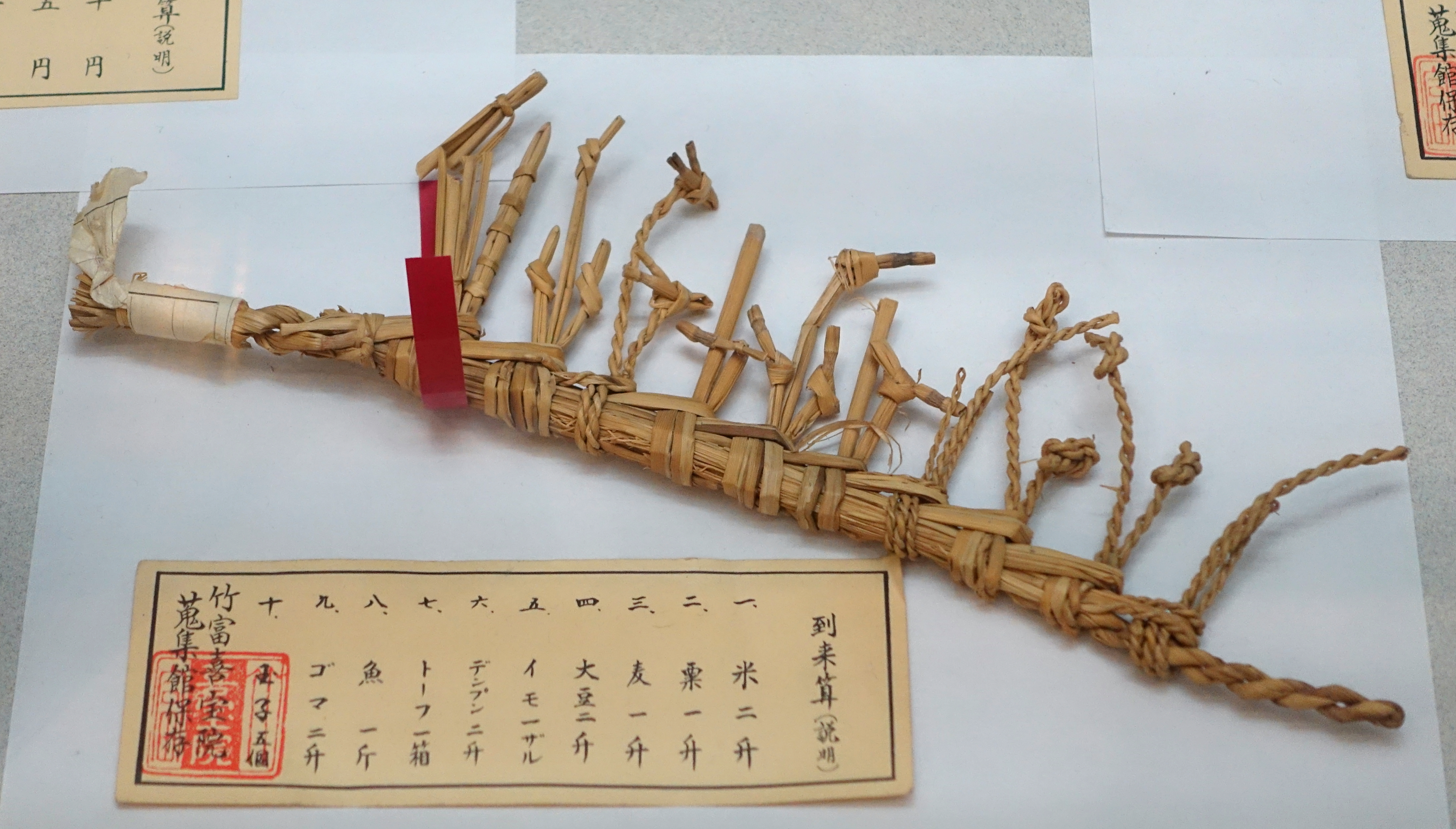
Példa a varazan használatára a Tokiói Tudományos egyetem múzeumában

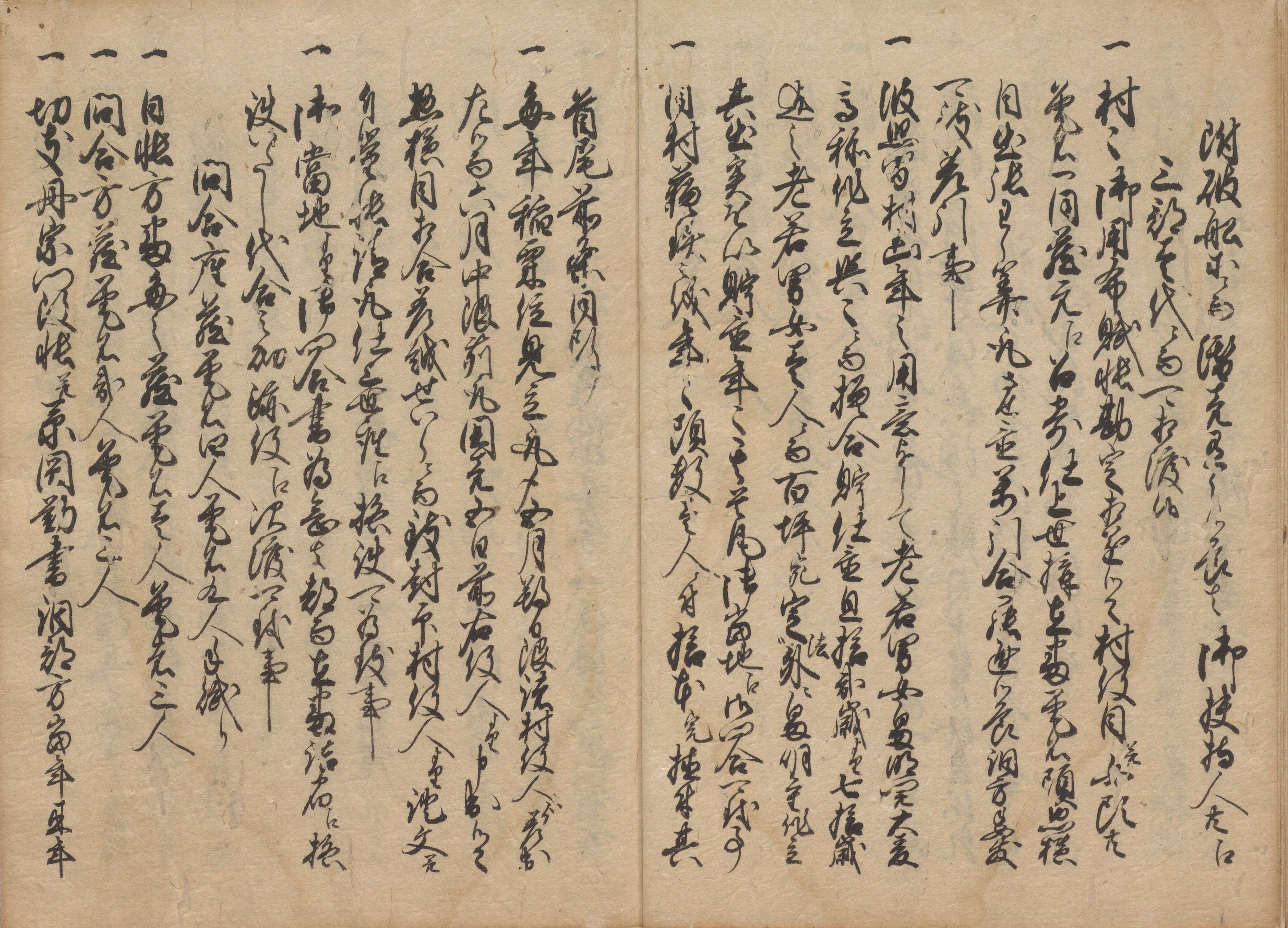
Utasítás a varazan használatára a megállapított adó mértékének rögzítésére a Yaeyama-jima Kuramoto Kujichōban (1873-as másolat az 1857-es eredetiről); a negyedik-hatodik karakter a jobbról az ötödik sorban:「わら算」(Rjúkjúi egyetem)

A varazan (藁算) a Rjúkjúi Királyság idején egy csomózott szalmából készült nyilvántartási rendszer volt. A Szakisima-szigeteken beszélt déli rjúkjúi nyelveken barasan, Okinava szigetén pedig varazani vagy varazai néven ismerték. Korábban különösen a „fejadó” kapcsán használták, és még ma is megtalálható az évente megrendezett itomani hajóhúzás (糸満大綱引) kapcsán, a miki vagyis szent szaké felajánlott mennyiségének rögzítésére.

## Fordítás
Ez a szócikk részben vagy egészben  a   Warazan című angol Wikipédia-szócikk ezen változatának fordításán alapul.  Az eredeti cikk szerkesztőit annak laptörténete sorolja fel. Ez a jelzés csupán a megfogalmazás eredetét és a szerzői jogokat jelzi, nem szolgál a cikkben szereplő információk forrásmegjelöléseként.